# Club Círculo Deportivo Ferroviarios
El Círculo Deportivo Ferroviarios es un equipo de fútbol ecuatoriano, cuya sede esta en la ciudad de Durán, provincia del Guayas. Fue fundado el 26 de octubre de 1932. Se desempeña actualmente en la Segunda Categoría de Ecuador, aunque en la actualidad debido a problemas institucionales no ha participado en este campeonato.
Está afiliado a la Asociación de Fútbol del Guayas.

## Historia
Ferroviarios fue el símbolo deportivo de Durán en sus años triunfales, cuando el nombre significaba la supremacía basquetera de Guayaquil y Ecuador en la década del cuarenta y parte de la del cincuenta.
Nació el 26 de octubre de 1932, como un club de béisbol que practicaba el pasatiempo gringo en el antiguo campo de la Escuela Militar de Aviación, en Durán, y disputaba duros partidos con las novenas porteñas. Destacaban en esos años, en el trabuco pelotero, sus fundadores: Marcos Navarrete, Tomás Redwood, Lucho Raffo, Guillermo Layman y Severo Sandiford, primer gran representante de esa maravillosa dinastía sepia.
Por esos tiempos nació también el amor ferrocarrilero por el básquet, que fue el deporte que cimentó su grandeza. Fueron Tocorio Paz, Galán, Redwood, Simón Cisneros, Federico y Jesús León y Marcos Navarrete los que llegaban a Guayaquil en las embarcaciones Paquito y Manuelito para defender la casaca ferroviaria en las ya lejanas noches del viejo coliseo Huancavilca.
La leyenda de Ferroviarios empezó con dos esmeraldeños, los hermanos Léon, llamados Cara de Haba, y se enriqueció con los hermanos Gonzalo y Álvaro Aparicio. Después llegaron Luis y Rodrigo Aparicio y Herminio García. Ya estaban consolidados como baloncestista el legendario Pablo Sandiford y Humberto Ayala. A ellos se unió, desde Huigra, otro grande de todos los tiempos: Samuel Cisneros.
Al toque de sirenas y el ulular de los pitos de las embarcaciones, salían desde el muelle de Durán para enfrentar a los más pintados equipos guayaquileños. En 1942 quebraron la hegemonía de la Liga Deportiva Estudiantil de Juvenal Sáenz, Caballito Zevallos, Carlos Ruiz, Jijí Barreiro, Humberto Moreira y Chuchivive Castillo.
Empezó la era de Gonzalo Aparicio, o Don Apa, formidable guardia que llegó a ser llamado El doctor del básquet, formando pareja con Herminio García. Como pívot era imparable Cisneros, y como aleros formaban Álvaro Aparicio o los hermanos León, famosos por su poder de conversión desde media distancia. Fueron épicas sus victorias ante la selección de China y su papel en Lima, en el I Campeonato Sudamericano de Clubes.
Un día se apagó la estrella de los de Durán, el hogar de la dinastía Sandiford, y solo quedaron los recuerdos. Hasta hoy, en que Ferroviarios, con su equipo de fútbol, llegan otra vez a la B en busca de un lugar en la serie de privilegio, donde estuvo en 1954 y 1955 (en los campeonatos provinciales). Esa es una gran noticia que aviva el recuerdo de su pasado futbolero.

### Era Dorada de los 50
En 1950 estuvo a punto de subir a la primera categoría con un equipo que formaban José Marín; Humberto Ayala y Enrique Donoso; Pablo Sandiford (que hacía de centromedio), Pablo Moreno y Alberto Véliz; Álvaro Aparicio, Luis Cabrera, Melitón McGregor, José Baidal y el escurridizo Pío Sandiford. En 1953 fue campeón del ascenso y en el torneo de 1954 sorprendió el 20 de junio al ganar a Patria 4-3, en el debut con un equipo en el que estaban Adriano Martínez, Víctor Lindor, McGregor, Juan Vera y un implacable goleador: Carlos Flaco Cevallos, radicado hace 40 años en Nueva York.
También cayó Everest 1-0, el 4 de julio, con gol de Cevallos, pero el partido más celebrado fue el del 23 de octubre cuando empató con Barcelona, en una tarde deslumbrante en el arco de nuestro querido colega y amigo Bobby Bermúdez Tello. Su victoria 6-3, el 1 de diciembre ante Panamá (dos goles de Cevallos), le permitió conservar la categoría para 1955.
Aunque ese año bajó, dejó un gran recuerdo, especialmente por la feroz pelea que en dos encuentros le dio a Barcelona, que a la postre sería el campeón de la Asociación de Fútbol del Guayas. El primero, el 20 de julio de 1955. A los 2 minutos Cevallos le hizo un gol a Pablo Ansaldo, luego de burlar a Miguel Esteves y al Pibe Sánchez. Resistió hasta los 77 minutos, en que Chuchuca venció al arquero Wong. Simón Cañarte puso el gol de la victoria a seis minutos del final.
El 28 de septiembre volvieron a encontrarse los de Durán y los del Astillero. El Chueco Vera anotó a los 7m para Ferroviarios. Empató Chuchuca y luego Pajarito Cantos puso el 3-1. Como siempre que jugó contra el ídolo, el Flaco Cevallos volvió a vencer a Ansaldo
La salud del fútbol del Guayas parece querer salir de terapia intensiva con el retorno de Ferroviarios a las grandes lides. Ojalá que pronto volvamos a verlo en la serie de honor y que su ejemplo sea imitado para que un día, no lejano, las carteleras estén llenas de los nombres de Norteamérica, Everest, Patria, 9 de Octubre para que el balompié porteño vuelva a mandar en las canchas y en las mesas de sesiones.

## Palmarés

### Torneos nacionales
| Competición                      | Títulos | Subcampeonatos |
| -------------------------------- | ------- | -------------- |
| Segunda Categoría de Ecuador (1) | 2011.   |                |

### Torneos provinciales
| Competición                      | Títulos     | Subcampeonatos |
| -------------------------------- | ----------- | -------------- |
| Segunda Categoría del Guayas (2) | 1995, 2011. |                |